# جامعة محمد بوضياف-المسيلة
جامعة محمد بوضياف المسيلة أو جامعة المسيلة هي جامعة جزائرية حكومية، تقع في ولاية المسيلة.

## نبذة عن الجامعة
- تأسست جامعة ولاية المسيلة في عام 1985 من خلال فتح معهد للتعليم العالي في الميكانيك، ثم في عام 1989 فُتح معهد الهندسة المدنية و معهد التقنيات الحضرية. وفي عام 1992 أصبحت مركزًا جامعيًا، أما في عام 2001 تحصلت على مرتبة جامعة، مع أربع كليات و23 قسما.
- حالياً يوجد بالجامعة سبع كليات، معهدين وثلاثة وعشرون مخبراً للبحث معتمدة من طرف وزارة التعليم العالي والبحث العلمي.
  - كلية التكنولوجيا[4]
  - كلية الرياضيات
  - كلية الإعلام الآلي[5]
  - كلية العلوم
  - كلية العلوم الإقتصادية والتجارية وعلوم التسيير[6]
  - كلية الآداب واللغات[7]
  - كلية العلوم الإنسانية والاجتماعية[8]
  - كلية الحقوق[9]
  - معهد الرياضة والتربية البدنية
  - معهد تسيير التقنيات الحضرية[10]
- يقدر عدد الموظفين بالجامعة حاليا حوالي 1265 موظفا من متعاقدين ودائمين.

للجامعة حوالي 1402 أستاذ والذين يقدمون دروسا في شتى الميادين لحوالي 29629 طالباً. يرأسها حاليا أ.بداري كمال